# La Cluse
La Cluse – miejscowość i gmina we Francji, w regionie Prowansja-Alpy-Lazurowe Wybrzeże, w departamencie Alpy Wysokie.
Według danych na rok 1990 gminę zamieszkiwało 35 osób, a gęstość zaludnienia wynosiła 1 osób/km² (wśród 963 gmin regionu Prowansja-Alpy-W. Lazurowe La Cluse plasuje się na 752. miejscu pod względem liczby ludności, natomiast pod względem powierzchni na miejscu 276.).